# Idaho City (Idaho)
Idaho City település az Amerikai Egyesült Államok Idaho államában, Boise megyében, melynek megyeszékhelye is. Lakosainak száma 466 fő (2020. április 1.).

## Népesség
A település népességének változása:

| 2010 | 485 |
| 2020 | 466 |